# Bukový kopec (Broumovská vrchovina)
Bukový kopec (polsky Bukowa Góra, německy Langer Berg) je hora v hraničním hřebeni Javořích hor, severovýchodně od obce Heřmánkovice. Vrchol hory se nachází na hranici mez ČR a Polskem.

## Název
Vrchol se v minulosti na státních mapách nazýval Jedlový vrch. Používání tohoto názvu je doloženo ještě na státní mapě z roku 1988.

## Hydrologie
Hora náleží do povodí Odry. Vody odvádějí přítoky Stěnavy, např. Heřmánkovický potok, severovýchodní polské svahy odvodňují přítoky potoka Otłuczyna, což je přítok řeky Bystrzyca.

## Vegetace
Hora je převážně zalesněná, jen místy najdeme menší paseky. Často se jedná o smrkové monokultury, ale dochovaly se i plochy lesů smíšených nebo listnatých. Potenciální přirozenou vegetací jsou na většině míst hory horské bučiny, tedy bučiny s výskytem určitého množství přirozeného smrku ztepilého. Na strmých svazích rostou suťové lesy.

## Ochrana přírody
Česká část hory leží v CHKO Broumovsko